# John Gibbon
John Gibbon (20. april 1827 – 6. februar 1896) var en karriereofficer i den amerikanske hær, som kæmpede i Den amerikanske Borgerkrig og Indianerkrigene.

## Tidlige liv
Gibbon blev født i Holmesburg bydelen i Philadelphia som det fjerde barn af ti hos dr. John Heysham Gibbon og Catharine Lardner Gibbon. Da Gibbon var næsten 11 år gammel, flyttede familien til et sted i nærheden af Charlotte, North Carolina, efter at hans far havde fået en stilling som ledende probermester på U.S. Mint. Han tog eksamen fra West Point i 1847 og blev udnævnt til midlertidig sekondløjtnant i 3. U.S. Artillery. Han gjorde tjeneste i den Mexicansk-amerikanske krig uden at komme i kamp, forsøgte at holde fred mellem Seminoler og nybyggere i det sydlige Florida og underviste i artilleritaktik på West Point, hvor han skrev The Artillerist's Manual i 1859. Manualen var en højt videnskabelig afhandling om kanonskydning og blev anvendt af begge sider i Borgerkrigen. I 1855 giftede Gibbon sig med Francis "Fannie" North Moale. De fik fire børn: Frances Moale Gibbon, Catharine "Katy" Lardner Gibbon, John Gibbon, Jr. (som døde som lille) og John S. Gibbon.

## Borgerkrigen
Da borgerkrigen brød ud, gjorde Gibbon tjeneste som kaptajn for Batteri B i 4. U.S. Artillery på Camp Floyd i Utah. Trods det, at hans far var slaveejer, og at tre af hans brødre, to svogre og hans fætter J. Johnston Pettigrew, gjorde tjeneste i den konfødererede hær, besluttede Gibbon at stå ved sin ed til Unionen. Da han ankom til Washington blev Gibbon, som stadig havde kommandoen over 4th U.S. Artillery, artillerichef hos generalmajor Irvin McDowell. I 1862 blev han forfremmet til brigadegeneral i den frivillige hær og kommanderede en brigade af folk fra Vesten, der var kendt som King's Wisconsin Brigade. Gibbons gik hurtigt i gang med at eksercere med sine tropper og forbedre deres fremtræden, idet han beordrede dem til at bruge hvide gamachebukser og særlige sorte 1858-hatte fra den regulære hær. Hattene gav dem øgenavnet "Black Hat Brigade". Han førte brigaden i kamp mod den berømte Stonewall Brigade ved Brawner`s Farm i det Andet slag ved Bull Run. Han havde stadig kommandoen over brigaden under dens stærke angreb op ad bakke i Slaget ved South Mountain, hvor generalmajor Joseph Hooker udbrød, at mændene "kæmpede som jern". Herefter blev brigaden kendt som "Iron Brigade". Gibbon førte sidste gang brigaden i slaget ved Antietam, hvor han blev tvunget til at bruge tid på andet end at lede brigaden, idet han personligt betjente en kanon i den blodige kamp i majsmarken.
Gibbon blev forfremmet til at lede 2. Division i I Korps i Slaget ved Fredericksburg, hvor han blev såret. Såret var ikke stort, men der blev ved med at gå infektion i det, så Gibbon var ude af kampen i nogle måneder. Kort tid efter at han var vendt tilbage til tjeneste, fik han at vide, at hans søn, John Gibbon Jr., pludselig var død. Gibbon vendte tilbage til slaget ved Chancellorsville, men hans division lå i reserve og kom ikke for alvor i kamp. I slaget ved Gettysburg ledede han 2. division i II Korps og overtog midlertidigt kommandoen over korpset den 1. og 2. juli 1863, mens generalmajor Winfield S. Hancock blev forfremmet til at lede større enheder. Ved slutningen af krigsrådet om natten den 2. juli tog hærens øverstkommanderende generalmajor George G. Meade Gibbon til side og sagde: "Hvis Lee angriber i morgen, vil det blive på Deres front." Og hans division kom til at bære hovedvægten af kampen under Picketts angreb den 3. juli, hvor Gibbon igen blev såret. Mens han kom sig over sine sår, havde han kommandoen over et værnepligtsdepot i Cleveland, Ohio og deltog ved indvielsen af Gettysburg National Cemetery, hvor han hørte Abraham Lincolns Gettysburg tale sammen med sin nære ven og hjælper løjtnant Frank A. Haskell.
Gibbon var tilbage som chef for 2. division i Slaget ved the Wilderness, Slaget ved Spotsylvania Court House og Slaget ved Cold Harbor. Under Belejringen af Petersburg blev Gibbon noget forstemt, da hans tropper nægtede at kæmpe i det Andet slag ved Ream's Station. Han havde i kort tid kommandoen over XVIII Korps, inden han gik på sygeorlov, men hans tjeneste var for værdifuld, og han vendte tilbage for at kommandere det nyopstillede XXIV Korps Army of the James. Hans tropper hjalp med til at opnå det afgørende gennembrud i slaget ved Petersburg, da de erobrede Fort Gregg, en del af Konføderationens forsvarsværker. Han førte sine tropper under Appomattox kampagnen og blokerede den konfødererede flugtvej i Slaget ved Appomattox Courthouse. Han var en af de tre kommissærer ved den konfødererede overgivelse.

## Indianerkrigene
Gibbon blev i hæren efter krigen. Han skiftede tilbage til den regulære hær med rang af oberst og havde kommandoen over infanteriet i Fort Ellis, i Montana under kampagnen mod Sioux indianerne i 1876. Gibbon, general George Crook og oberstløjtnant George A. Custer skulle gnnemføre en koordineret kampagne mod Sioux- og Cheyenneindianerne, men Crook blev drevet tilbage i Slaget ved the Rosebud, og Gibbon var ikke i nærheden, da Custer angreb en meget stor landsby på bredden af Little Bighorn floden. Slaget ved Little Bighorn resulterede i, at Custer og 261 af hans mænd døde. At Gibbons styrke nærmede sig stedet den 26. juni, reddede formentlig flere hundrede mænd under kommando af major Marcus Reno, som stadig var under belejring. Gibbon ankom den efterfølgende dag og hjalp til med at begrave de døde og evakuere de sårede.
Gibbon havde fortsat kommandoen i Montana det følgende år, da han opsnappede et telegram fra Oliver O. Howard om at afskære Nez Percé-indianerne, som havde lejr omkring Big Hole floden i det vestlige Montana. I Slaget ved the Big Hole påførte Gibbons styrker indianerne store tab, men blev fanget af ild fra indianske snigskytter. Gibbon holdt krigerne på afstand, indtil general Howards styrker ankom sent på andendagen af slaget og jog dem væk.

## Senere karriere og pensionering
Gibbon gjorde midlertidig tjeneste som kommandant over militærområdet Platte i 1884. Han blev forfremmet til brigadegeneral i den regulære hær i 1885 og overtog kommandoen over Hæren ved det Nordvestlige Stillehav. Han indførte undtagelsestilstand i Seattle i staten Washington under antikinesiske optøjer i 1886. Gibbon måtte gå på pension på grund af alder i 1891.
Gibbon var præsident for Iron Brigade Association og øverstkommanderende for Military Order of the Loyal Legion of the United States fra oktober 1895 til sin død det følgende år. Han holdt også den indledende tale til 1886-årgangen på West Point.

## Død og arv
John Gibbon døde i Baltimore, Maryland, og ligger begravet på Arlington National Cemetery. Udover hans berømte og indflydelsesrige Artillerist's Manual fra 1859 var han forfatter til Personal Recollections of the Civil War (udgivet posthumt i 1928) og Adventures on the Western Frontier (også posthumt, 1994) sammen med mange artikler i aviser og blade, hvor han typisk berettede om sin tid i Vesten og gav sin holdning til kende om regeringens politik over for indianerne.
Den 3. juli 1988, på 125 års dagen for slaget ved Gettysburg, blev en bronzestatue af John Gibbon afsløret på slagmarken i Gettysburg, nær det sted hvor han blev såret i Picketts angreb.

## Yderligere læsning
- Felton, Silas. "The Iron Brigade Battery: An Irregular Regular Battery," in Giants in their Tall Black Hats: Essays on the Iron Brigade. Alan T. Nolan and Sharon Eggleston Vipond, eds. Bloomington, IN: Indiana University Press, 1998, ISBN 0-253-33457-8.
- Gaff, Alan D. and Maureen Gaff. "'The Dread Reality of War': Gibbon's Brigade, August 28-September 17, 1862," in Giants in their Tall Black Hats: Essays on the Iron Brigade. Alan T. Nolan and Sharon Eggleston Vipond, eds. Bloomington, IN: Indiana University Press, 1998, ISBN 0-253-33457-8.
- Gibbon, John. Gibbon on the Sioux Campaign of 1876. The Old Army Press, 1970.
- Gibbon, John. Personal Recollections of the Civil War. New York : G.P. Putnam's Sons, 1928.
- Gramm, Kent. "'They Must be Made of Iron': The Ascent of South Mountain," in Giants in their Tall Black Hats: Essays on the Iron Brigade. Alan T. Nolan and Sharon Eggleston Vipond, eds. Bloomington, IN: Indiana University Press, 1998, ISBN 0-253-33457-8.
- Hartwig, D. Scott. "'I Dread the Thought of the Place': The Iron Brigade at Antietam," in Giants in their Tall Black Hats: Essays on the Iron Brigade. Alan T. Nolan and Sharon Eggleston Vipond, eds. Bloomington, IN: Indiana University Press, 1998, ISBN 0-253-33457-8.
- Nolan, Alan T. "John Brawner's Damage Claim," in Giants in their Tall Black Hats: Essays on the Iron Brigade. Alan T. Nolan and Sharon Eggleston Vipond, eds. Bloomington, IN: Indiana University Press, 1998, ISBN 0-253-33457-8.
- Wright, Steven J. "John Gibbon and the Black Hat Brigade," in Giants in their Tall Black Hats: Essays on the Iron Brigade. Alan T. Nolan and Sharon Eggleston Vipond, eds. Bloomington, IN: Indiana University Press, 1998, ISBN 0-253-33457-8.